# Colin Wilson (hockey sur glace)
Pour les articles homonymes, voir Colin Wilson.
Colin Wilson (né le 20 octobre 1989 à Greenwich, Connecticut aux États-Unis) est un joueur professionnel américain de hockey sur glace.

## Carrière de joueur
Choix de 1re ronde des Predators de Nashville en 2008. Il a joué deux saisons avec les  Terriers de Boston avant de devenir professionnel avec les Predators de Nashville.
Le 27 juillet 2015, il signe un nouveau contrat avec les Predators pour encore quatre saisons et un salaire totale de 15,75 millions de dollars.
Le 1er juillet 2017,il est échangé à l'Avalanche du Colorado en retour d'un choix de 4e tour pour le repêchage de 2019.
Le 5 janvier 2021, il met fin à sa carrière professionnelle après 11 saison en LNH 

## Parenté dans le sport
Il est le fils du joueur de hockey de la LNH, Carey Wilson et le petit-fils de l'ancien joueur de hockey de la LNH, Gerry Wilson.

## Statistiques en carrière

### Statistiques en club
| Saison     | Équipe                       | Ligue      |     | Saison régulière | Saison régulière | Saison régulière | Saison régulière | Saison régulière |    | Séries éliminatoires | Séries éliminatoires | Séries éliminatoires | Séries éliminatoires | Séries éliminatoires |
| Saison     | Équipe                       | Ligue      | PJ  | B                | A                | Pts              | Pun              | PJ               | B  | A                    | Pts                  | Pun                  |                      |                      |
| 2005-2006  | Équipe des États-Unis 18 ans | NAHL       | 34  | 10               | 11               | 21               | 10               | -                | -  | -                    | -                    | -                    |                      |                      |
| 2006-2007  | Équipe des États-Unis 18 ans | NAHL       | 15  | 11               | 13               | 24               | 21               | -                | -  | -                    | -                    | -                    |                      |                      |
| 2007-2008  | Terriers de Boston           | NCAA       | 37  | 12               | 23               | 35               | 22               | -                | -  | -                    | -                    | -                    |                      |                      |
| 2008-2009  | Terriers de Boston           | NCAA       | 43  | 17               | 38               | 55               | 52               | -                | -  | -                    | -                    | -                    |                      |                      |
| 2009-2010  | Predators de Nashville       | LNH        | 35  | 8                | 7                | 15               | 7                | 6                | 0  | 1                    | 1                    | 0                    |                      |                      |
| 2009-2010  | Admirals de Milwaukee        | LAH        | 40  | 13               | 21               | 34               | 19               | -                | -  | -                    | -                    | -                    |                      |                      |
| 2010-2011  | Predators de Nashville       | LNH        | 82  | 16               | 18               | 34               | 17               | 3                | 0  | 0                    | 0                    | 0                    |                      |                      |
| 2011-2012  | Predators de Nashville       | LNH        | 68  | 15               | 20               | 35               | 21               | 4                | 1  | 0                    | 1                    | 0                    |                      |                      |
| 2012-2013  | Predators de Nashville       | LNH        | 25  | 7                | 12               | 19               | 4                | -                | -  | -                    | -                    | -                    |                      |                      |
| 2013-2014  | Predators de Nashville       | LNH        | 81  | 11               | 22               | 33               | 21               | -                | -  | -                    | -                    | -                    |                      |                      |
| 2014-2015  | Predators de Nashville       | LNH        | 77  | 20               | 22               | 42               | 22               | 6                | 5  | 0                    | 5                    | 0                    |                      |                      |
| 2015-2016  | Predators de Nashville       | LNH        | 64  | 6                | 18               | 24               | 14               | 14               | 5  | 8                    | 13                   | 0                    |                      |                      |
| 2016-2017  | Predators de Nashville       | LNH        | 70  | 12               | 23               | 35               | 18               | 14               | 2  | 2                    | 4                    | 2                    |                      |                      |
| 2017-2018  | Avalanche du Colorado        | LNH        | 56  | 6                | 12               | 18               | 6                | 6                | 0  | 1                    | 1                    | 0                    |                      |                      |
| 2018-2019  | Avalanche du Colorado        | LNH        | 65  | 12               | 15               | 27               | 8                | 12               | 4  | 4                    | 8                    | 2                    |                      |                      |
| 2019-2020  | Avalanche du Colorado        | LNH        | 9   | 0                | 4                | 4                | 0                | -                | -  | -                    | -                    | -                    |                      |                      |
| Totaux LNH | Totaux LNH                   | Totaux LNH | 632 | 113              | 173              | 286              | 138              | 65               | 17 | 16                   | 33                   | 4                    |                      |                      |

### En équipe nationale
| Année | Équipe            | Compétition                  |   | PJ | B | A  | Pts | Pun               |  | Résultat |
| 2006  | États-Unis U18    | Championnat du monde -18 ans | 6 | 0  | 1 | 1  | 8   | Médaille d'or     |  |          |
| 2007  | États-Unis U18    | Championnat du monde -18 ans | 7 | 5  | 7 | 12 | 4   | Médaille d'argent |  |          |
| 2009  | États-Unis junior | Championnat du monde junior  | 6 | 3  | 6 | 9  | 4   | 5e position       |  |          |
| 2009  | États-Unis        | Championnat du monde         | 9 | 0  | 2 | 2  | 2   | 4e position       |  |          |